# Эшельссон, Эльса
Эльса Эшельссон (швед. Elsa Olava Kristina Eschelsson, 11 ноября 1861 — 10 марта 1911) — шведский юрист, первая шведка, ставшая доктором права.

## Биография
Эльса Эшельссон родилась в Норрчёпинге в 1861 г. Её родителями были оптовый торговец и владелец мыловаренного завода и прусский консул в Норрчёпинге Андерс Улоф Эшельссон и Каролина Ловиса Ульрика Фрестадиус, которая приходилась мужу двоюродной сестрой и была дочерью известного стокгольмского промышленника А. В. Фрестадиуса. Кроме Эльсы в семье Эшельссонов были ещё три дочери.
После смерти жены Андерс Эшельссон вместе с дочерьми переехал в Стокгольм. Он умер, когда Эльсе исполнилось 14 лет, и она переехала к сестре Анне. Самая старшая сестра Ида была замужем за Юханом Вильгельмом Хагстрёмом, профессором права в Уппсальском университете, и по окончании школы Эльса сдала выпускной экзамен и в 1882 г. поступила учиться в этот университет — право учиться в университетах было предоставлено женщинам в 1870 г.
В 1885 г. Эльса стала бакалавром истории, после чего предприняла путешествие по Европе и Ближнему Востоку и осенью того же года вернулась обратно в Швецию. Она заинтересовалась юриспруденцией и в 1892 г. стала юристом. Чтобы получить докторскую степень юриста в то время было необходимо пройти практику в суде, и в 1892—1893 гг. Эльса работала помощником в окружном суде Уппсалы и получила очень положительные отзывы. Эльза вернулась в университет и в 1897 г. сдала экзамен по праву и защитила диссертацию Om begreppet gåfva entigt svensk rätt на юридическом факультете. Тем самым Эльса стала первой женщиной-доктором права в Швеции. В тот же день её утвердили на должности преподавателя по гражданскому праву, то есть Эльза Эшельссон могла продолжить свою академическую карьеру и учить студентов.
В 1897—1899 гг. Эльса читала лекции по процессуальному праву в Уппсальском университете, а с 1904 г. читала вводный курс по гражданскому праву и принимала экзамены у студентов.
Эльса не проявляла особого интереса к участию в движении за женское равноправие, поскольку считала, что этого следует добиваться не путём политической борьбы, а усердным трудом. Её избрали в правление женской ассоциации избирательных прав в Швеции, но она отказалась. Вначале она даже не присоединилась к основанной в 1892 г. Uppsala Kvinnliga Studentföreningen («Ассоциации студенток Уппсалы»), став её участницей только спустя несколько лет. Она поддержала предложение о равной заработной плате учителей в государственных школах независимо от пола.
Эльсу описывали как застенчивую и притом амбициозную женщину, она пользовалась поддержкой коллег по факультету, однако университет в 1898 г. в профессорской должности ей отказал — это дискриминационное ограничение для женщин было отменено только в 1925 году. Также у неё был конфликт с другим преподавателем гражданского права и некоторыми другими профессорами, которые расценивали её как угрозу своему положению. Конфликт длился много лет, пока в феврале 1911 г. позиция профессора по гражданскому праву вообще не была исключена из штатного расписания, а в марте 1911 г. Эльса скончалась в Уппсале в 1911 г. от передозировки снотворного, что могло расцениваться как самоубийство, либо от обострения болезни.